# Ventricleftida
A Ventricleftida a Rhizaria Cercozoa törzsének Thecofilosea osztályának rendje.

## Történet
Két nemzetségét, a Ventrifissurát és a Verrucomonast Chantangsi és Leander írták le 2010-ben.
A rendet Thomas Cavalier-Smith írta le 2011-ben. 2014-ben Scoble és Cavalier-Smith a Monadofilosa ismeretlen helyzetű rendjeként sorolták be.
2017-es rendszertanában az Eoglissa főosztályba sorolta a Monadofilosa altörzsön belül. 2018-as Rhizaria-rendszertanában a Ventricleftia alosztály egyetlen rendjeként sorolta be, és két családját írta le Ventrifissuridae (egyetlen nemzetség: Ventrifissura) és Verrucomonadidae (egyetlen nemzetség: Verrucomonas) néven.
Adl  et al. 2019-es rendszertanában 2 nemzetség tartozott ide, a Ventrifissura és a Verrucomonas.
Siratori, Jabuki és Isida 2020-as tanulmánya szerint polifiletikus lehet: a Ventrifissura a Ventrifilosa bazális nemzetsége közel torzításmentes elemzések szerint.

## Etimológia
A latin venter, has és angol cleft, mélyedés szavakból származik neve, utalva arra, hogy ventrális mélyedése van, ahonnan az elágazó filopódiumok erednek.

## Genetika
Kromoszómái állandóan együtt vannak. A Verrucomonas longifila 28S rDNS-ének 3106, 18S rDNS-ének 1828 bázispárja ismert.

## Filogenetika
2 nemzetsége a Ventrifissura és a Verrucomonas. A csoport a Cercozoa tagja, és 18S rDNS-alapú filogenetika alapján a Helkesidától távoli közepesen alátámasztott klád.

## Élőhely
Nagy mennyiségben megtalálható a Jeges-tengerben, ahol az 1-es alhálózatban a 2., a 6.-ban a 12. legnagyobb csoport.

## Morfológia
Erősen lapult ovális sejt pikkely nélküli merev héjjal. Két eltérő hosszú ostora szubapikálisan, gyakran apikális mélyedésből ered, a hátulsó ostort siklásra használja. Ventrális mélyedéséből eredő állábai elágazó filopódiumok, melyeket táplálkozásra használ, ez elkülönül, és hátrébb van, mint az ostormélyedés, ez különbözteti meg a Thaumatomonadida kládtól és az Auranticordis nemzetségtől. Extruszómái vékonyak.
1 sejtmagja van, héja sima vagy több hegyes kiemelkedéssel rendelkezik.
A Ventrifissura a Cryomonadida csoporthoz hasonlóan nem rendelkezik vp2 mikrotubulus-gyökérrel, de a többi gyökér megtalálható benne.